# 斯氏三鰭褐鱈
斯氏三鰭褐鱈，為輻鰭魚綱鱈形目稚鱈科的其中一種，分布於南半球三大洋海域，為深海魚類，深度385-950公尺，體長可達23.4公分，棲息在大陸坡水域，生活習性不明。